# 무한의 주인
무한의 주인(일본어: 無限の住人 무겐노주닌[*])은 일본의 만화로, 사무라 히로아키의 작품이다. 〈월간 애프터눈〉 (코단샤)에서 1993년 6월부터 2012년 12월까지 연재되었다. 작가의 데뷔작으로, 약칭은 무겐닌(むげにん)이다. 에도 시대를 배경으로 하고 있지만, 기발한 의상을 몸에 걸친 인물과 독창적인 무기가 다수 등장한다. 또한 본 작품의 특징은 주인공이 혈선충(血仙蟲)이라고 불리는 것을 몸에 품고 불로불사의 육체를 가지고 있다는 설정이 있다. 1997년에 제1회 문화청 미디어 예술제 만화 부문 우수상을 수상하였고, 영어 버전이 2000년에 아이스너상 최우수 국제 작품 부문을 수상하였다.
2008년에 텔레비전 애니메이션화되었으며, 2016년에 무대화되었다. 2017년에 키무라 타쿠야 주연으로 실사 영화화되어 공개될 예정이다.

## 등장인물
만지
본 작품의 주인공인 척안의 검사.
아사노 린
본 작품의 여주인공.

## 애니메이션
2008년 7월 13일부터, AT-X에서 방송되었다. 또, 2009년 3월 5일부터는 TV 사이타마에서 방송되었다.

### 캐스트
- 만지 - 세키 토모카즈
- 아사노 린 - 사토 리나

### 스태프
- 감독 - 마시모 코이치
- 시리즈 구성 - 카와사키 히로유키
- 캐릭터 디자인 - 야마시타 요시미츠
- 애니메이션 제작 협력 - Production I.G
- 애니메이션 제작 - 비 트레인

## 영화
2015년 10월, 실사 영화화가 발표되었다. 첫 실사 영상화가 된다. 감독은 미이케 타카시. 각본은 오오이시 테츠야. 주연은 키무라 타쿠야. 11월에 촬영을 시작해, 2017년 4월 29일에 공개될 예정이다.

### 캐스트
- 만지 - 키무라 타쿠야
- 아사노 린 - 스기사키 하나
- 아노츠 카게히사 - 후쿠시 소타
- 시라 - 이치하라 하야토
- 오토노타치바나 마키에 - 토다 에리카
- 시즈마 에이쿠 - 이치카와 에비조
- 이바네 켄스이 - 야마자키 츠토무
- 하바키 카기무라 - 타나카 민
- 쿠로이 사바토 - 키타무라 카즈키
- 햐쿠린 - 쿠리야마 치아키
- 마가츠 타이토 - 미츠시마 신노스케
- 하루카와 요시아키 - 야마자키 코키

### 스태프
- 감독 - 미이케 타카시
- 각본 - 오오이시 테츠야
- 음악 - 엔도 코지
- 배급 - 워너 브라더스 영화
- 제작 프로덕션 - OLM
- 제작 협력 - 라쿠에이샤
- 제작 - 영화 〈무한의 주인〉 제작 위원회

## 무대
2016년 2월 11일부터 17일까지 공연되었다.